# Prix Jerring
Le Prix Jerring (suédois : Jerringpriset ou "Radiosportens Jerringpris") est un prix créé par Radiosporten, la section sport de Sveriges Radio, voté par les auditeurs qui choisissent l'athlète ou l'équipe suédoise qui a réalisé la meilleure performance sportive de l'année. Le prix porte le nom de la personnalité de la radio suédoise Sven Jerring. On l'appelle aussi «le prix du peuple», car c'est le public de la radio qui vote. Il y a eu autour de 2010-2019 des critiques sur le fait qu'il y ait eu des campagnes dans le sport avec de nombreux amateurs, de sorte que le golf et le saut d'obstacles ont été récompensés.
Le premier prix a été décerné en 1979, et le gagnant est le skieur alpin Ingemar Stenmark. La sportive la plus récompensée est la biathlète  Magdalena Forsberg, avec quatre prix.

## Les gagnants

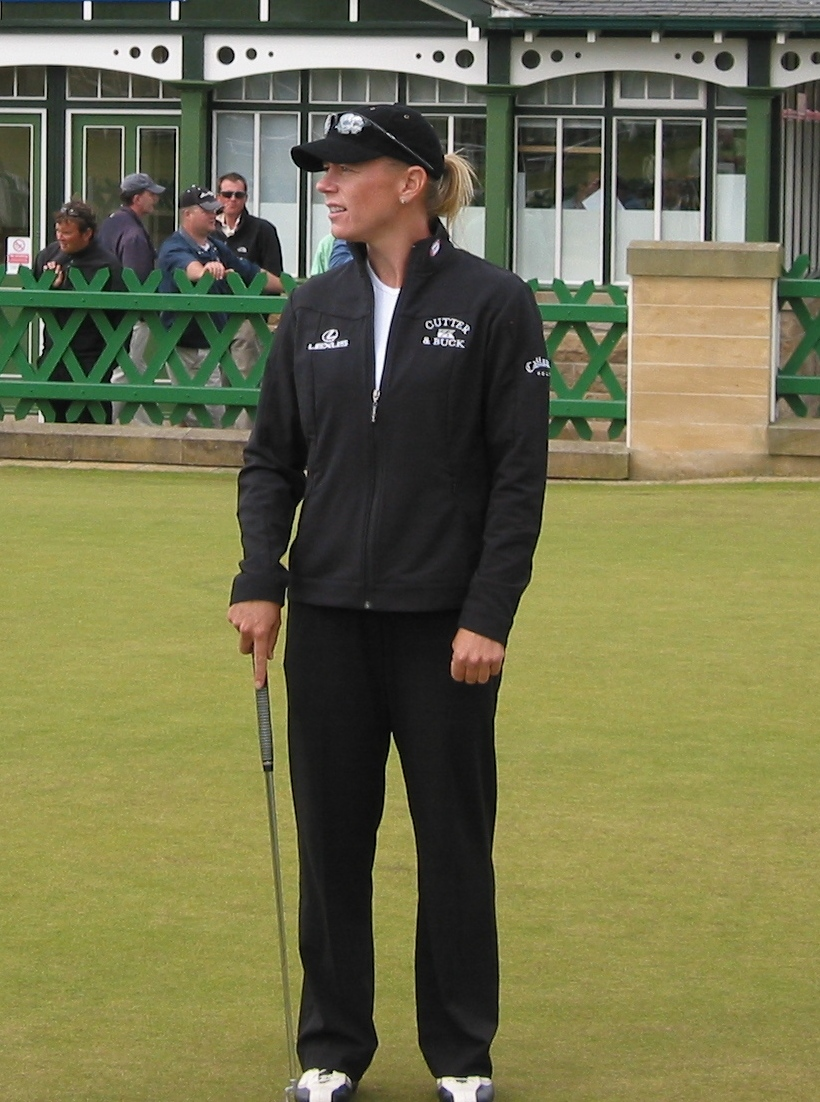
Annika Sörenstam a reçu le prix à deux reprises, en 1995 et 2003.

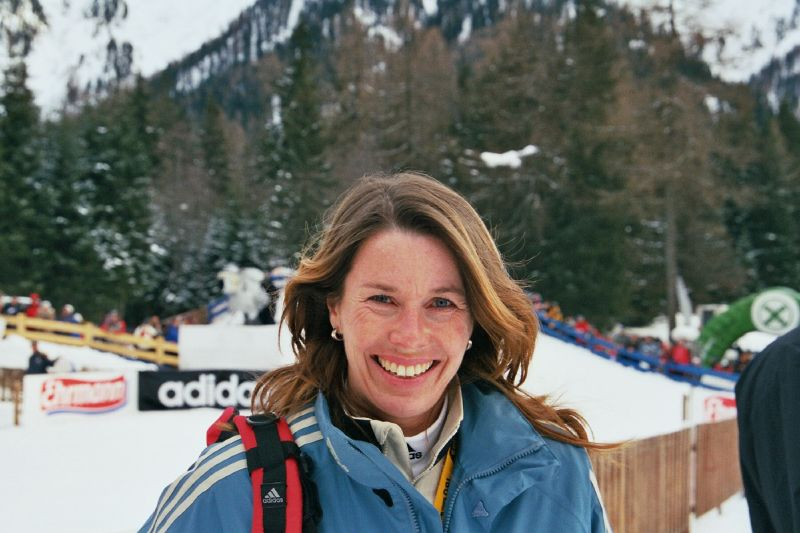
Magdalena Forsberg a reçu le plus de prix Jerring avec quatre, en 1997, 1998, 2000 et 2001.

- 1979 - Ingemar Stenmark, ski alpin
- 1980 - Ingemar Stenmark, ski alpin
- 1981 - Annichen Kringstad, course d'orientation
- 1982 - IFK Göteborg, football hommes
- 1983 - Mats Wilander, tennis
- 1984 - Gunde Svan, ski de fond
- 1985 - Gunde Svan, ski de fond
- 1986 - Tomas Johansson, lutte
- 1987 - Marie-Helene Westin, ski de fond
- 1988 - Tomas Gustafson, patinage de vitesse
- 1989 - Jan Boklöv, saut à ski
- 1990 - Équipe de Suède masculine de handball
- 1991 - Pernilla Wiberg, ski alpin
- 1992 - Pernilla Wiberg, ski alpin
- 1993 - Torgny Mogren, ski de fond
- 1994 - Équipe de Suède de football
- 1995 - Annika Sörenstam, golf
- 1996 - Ludmila Engquist, athlétisme
- 1997 - Magdalena Forsberg, biathlon
- 1998 - Magdalena Forsberg, biathlon
- 1999 - Ludmila Engquist,  athlétisme
- 2000 - Magdalena Forsberg, biathlon
- 2001 - Magdalena Forsberg, biathlon
- 2002 - Carolina Klüft, athlétisme
- 2003 - Annika Sörenstam, golf
- 2004 - Stefan Holm, athlétisme
- 2005 - Tony Rickardsson, speedway
- 2006 - Susanna Kallur, athlétisme
- 2007 - Zlatan Ibrahimović, football
- 2008 - Charlotte Kalla, ski de fond
- 2009 - Helena Jonsson, biathlon
- 2010 - Therese Alshammar,  natation
- 2011 - Rolf-Göran Bengtsson,  Saut d'obstacles
- 2012 - Lisa Nordén, triathlon
- 2013 - Henrik Stenson, golf
- 2014 - Sarah Sjöström, natation [1]
- 2015 - Sarah Sjöström, natation
- 2016 - Peder Fredricson, saut d'obstacles
- 2017 - Peder Fredricson, saut d'obstacles
- 2018 - Hanna Öberg, biathlon
- 2019 - Tove Alexandersson, orientation, ski alpinisme, ski d'orientation et skyrunning
- 2020 - Armand Duplantis, saut à la perche
- 2021 - équipe masculine de Suède, saut d'obstacles
- 2022 - Nils van der Poel, patinage de vitesse
- 2023 - Ebba Andersson, ski de fond
- 2024 - Truls Möregårdh, tennis de table[2]